# Ngapo Tenzin Phuntsok
Ngapo Tenzin Phuntsok (tibétain : ང་ཕོད་བསྟན་འཛིན་ཕུན་ཚོགས, Wylie : nga phod bstan 'dzin phun tshogs, mort en 1932), aussi appelé Ngapo Shapé, est un un ministre tibétain (de 1921 à 1932) et le gouverneur général du Kham (de 1929 à 1932) .